# The Illustrated London News
A The Illustrated London News című hetilapot Herbert Ingram és Mark Lemon alapította. Az első szám 1842. május 14-én jelent meg. Ára hat penny volt, az újság tizenhat oldalt és harminckét fametszetet tartalmazott.
Bár az első számból 26 ezer példány fogyott el, a második és a következő számok visszaesést mutattak. Herbert Ingram a siker érdekében az ország minden egyházi személyének elküldött egy példányt abból a számból, amelyben képek voltak a canterburyi érsek beiktatásáról. Ezzel számos új előfizetőt sikerült szerezni.
A lap 1971-ig hetente jelent meg, ezt követően csupán havonta. 1989-től kéthavi lappá vált, később a negyedévenkénti megjelenésre tértek át. Az újság mára megszűnt, de az Illustrated London News Group létezik. Céges újságokat és weboldalakat készít, illetve kezeli a The Illustrated London News archívumát.

## További irodalom
- Law, Graham. Indexes to Fiction in the Illustrated London News (1842-1901) and theGraphic, (1869-1901). Victorian Fiction Research Guides 29, Victorian Fiction Research Unit, Department of English, University of Queensland, 2001.
- Sinnema, Peter. Dynamics of the Pictured Page: Representing the Nation in the Illustrated London News. Aldershot: Ashgate. 1998.

## Fordítás
Ez a szócikk részben vagy egészben  a   The Illustrated London News című a Wikipédia-szócikk ezen változatának fordításán alapul.  Az eredeti cikk szerkesztőit annak laptörténete sorolja fel. Ez a jelzés csupán a megfogalmazás eredetét és a szerzői jogokat jelzi, nem szolgál a cikkben szereplő információk forrásmegjelöléseként.

## Külső hivatkozások
- Az Illustrated London News Group honlapja (angolul)
- My Illustrated London News (angolul)